# Gothersgade
 Denne artikel omhandler Gothersgade i København. Opslagsordet har også en anden betydning, se Gothersgade (Fredericia).
Gothersgade er en københavnsk gade i Indre By, som løber fra Kongens Nytorv til Sortedams Sø.

## Gadens udbredelse og navngivning
Gothersgade følger forløbet af den gamle Østervolds nordside. Ved siden af volden lå stadsgraven; en voldgrav, hvor man også tømte sit affald. Det lugtede derfor ofte grimt. Da Christian 4. i 1647 nedlagde den gamle Østervold, og i stedet anlagde en ny vold langs den nuværende Øster Voldgade til Kastellet, opstod Ny-København - og hovedstaden voksede dermed omtrent 40 % i størrelse. Langs med Gothersgade er byen nærmest skåret til med kniv. Ved hjørnehuset til Christian 9.s gade stod den gang "Hans Clausens tårn", hvor den gamle bymur drejede ind den nuværende bebyggelse i retning Kongens Nytorv. Rådmand Clausen fik tårnet opført i 1510.
Gothersgade var en del af byplanen fra 1649, hvor den udgjorde basislinjen i det kvadrerede gadenet. Det planlagte torv (Kongens Nytorv) i området henlå som vildmark, i folkemunde kendt som "Hallandsåsen" så længe de gamle volde fra Christian 4.s tid endnu ikke var sløjfet, men skabte et bakket terræn. "Hallandsåsen" blev i mellemtiden anvendt som losseplads og rettersted.
Gothersgade blev anlagt i årene 1650-55, og hed Kongensgade frem til 1664. Byens udvidelse skabte en mængde nye gader, der var tænkt opkaldt efter danske besiddelser, kongelige og højere stænder. Dermed fik man navne som Norgesgade (i dag Bredgade), Adelgade, Nye Kongens Gade (i dag Store Kongensgade) og netop Gothersgade.
Den ældste del af gaden, som har relation til dens nuværende navn, er stykket foran Rosenborg Slot, der i det 17. århundrede omtales som "Gotersgade".[kilde mangler] I forbindelse med anlæggelsen af "Ny København" projekteres det samlede gadeforløb under navnet "Ny Kongensgade", hvilket dog aldrig blev ført ud i livet.[kilde mangler]
Navnet Gothersgade (Gotersgade) stammer fra den kongelige titel "de gothers" efter Valdemar Atterdags status som konge over Gotland. Titlen blev først afskaffet af dronning Margrethe. Slægtskabet med titlen "de venders" understreges ved, at fra Søtorvet udgår såvel Gothersgade som Vendersgade som hinandens spejlbillede omkring Frederiksborggade.

## Gadens forløb
Gaden udløber fra Kongens Nytorv med Baron Boltens Gård på højre side og det oprindelige hovedkontor for Store Nordiske Telegrafselskab på venstre side. På højre side op mod hjørnet til Borgergade ligger en af de første københavnske ejendomme, som fra starten var bygget som stort kontorhus med ekstern forsyning af varme og elektricitet fra Gothersgade Electricitetsværk overfor.
På strækningen fra Kongens Nytorv og frem til mellem Borgergade og Adelgade går man ovenpå det oprindelige kølevandsindtag fra Nyhavn til elektricitetsværket.[kilde mangler] Midt i karréen mellem Borgergade og Adelgade udførtes oprindeligt el-forsyning,[kilde mangler] som så fortsatte gennem Gothersgade videre ud i byen.
Efter Adelgade bemærker man, at den moderne ejendom har en facade, som er trukket tilbage fra den øvrige facadelinje i husrækken. Dette skyldes, at man på et tidspunkt har planlagt Gothergades bredde øget[kilde mangler] i hele dens længde til den længde, som vi i dag finder langs Kongens Have.
I krydset Christian 9.s gade, Møntergade og Kronprinsessegade finder vi Kongeporten til Kongens Have. Den står diametralt modsat Dronningeporten, som står ved Georg Brandes Plads.
Op langs med Kongens Have ses modsat tre markante bygningskomplekser, som hver især udfylder en hel karré. Først Møntergården, efterfulgt af Københavns Belysningsvæsen og sidst Gutenberghus; bygningen, som i dag bruges af Det Danske Filminstitut.
Ved Rosenborggades udløb på venstre side finder vi Reformert Kirke og KFUM-borgen, som ligger overfor indgangen til Livgardens Kaserne med Rosenborg Slot i baggrunden.
Henover Nørre Voldgade, som skjuler Boulevardbanen med Nørreport Station for såvel S-tog som regionaltog, finder vi indgangen til Botanisk Have på højre hånd. Haven og dens ejendomme udfylder hele karréen videre ned mod Nørre Farimagsgade, som i krydset har Sankt Andreas Kirke liggende. Mellem Nørre Voldgade og Nørre Farimagsgade ligger Rømersgade på venstre hånd.
Det sidste stykke af Gothersgade frem mod Øster Søgade og Sortedams sø passeres Nansensgade og Bartholinsgade. Gothersgade 91 er bygget over Trinitatis Sogns pestkirkegård. I lighed med den endnu ældre pestkirkegård i Fiolstræde 34 (Vor Frue Sogn) var den i brug frem til 1760, da Assistenskirkegården på Nørrebro blev åbnet.

## Bebyggelse
Området mellem Gothersgade, Landemærket og Åbenrå blev i middelalderen kaldt Rosengården og var indtil senmiddelalderen ubebygget. Først slutningen af 1500-tallet begyndte man at udstykke private grunde. I 1600-tallet nævnes en del boder i området, kaldt "sjæleboder", fordi de velhavende ofte testamenterede sådanne boder til beboelse og erhverv til byens fattige. Kvarteret fik derfor efterhånden karakter af et fattigkvarter.
Hvor Belysningsvæsenet ligger nu, lå omkring 1900 stadig Store og Lille Brøndstræde med beværtninger som "Nordpolen", "Dukkehjemmet" og "Det lille apotek". I 1689 ses Lille Brøndstræde kaldet Strædet Bag Volden, og på et kort fra 1757 kaldet Bag Volden. I 1806 blev navnet ændret til Lille Brøndstræde, ved udbygningen af Gothersgade væksaneret i 1910. I kvarteret mellem Gothersgade, Adelgade, Klerkegade og Borgergade var der ca 34 værtshuse, der alle gik godt, skønt en flaske brændevin kun kostede 22 øre. "Dukkehjemmet" var en kælderbeværtning på hjørnet af de to Brøndstræder, udelukkende søgt af alfonser og svindlere. Da strøgets faste politibetjent, Jørgensen, en gang under inspektion syntes, nogle af de tilstedeværende var lidt længe om at rejse sig, uddelte han lussinger, så de faldt af stolen. Dernæst smed han den ene efter den anden op i gadens rendesten, hvorfra de luskede væk. På spørgsmål, om de havde gjort sig fortjent til sådan en omgang, svarede han bare: "Det har de altid." I de to Brøndstræder var der også bordeller. I Lille Brøndstræde var de prostituerede ældre, slidte kvinder til den gamle takst (2 Mark = 66 øre) for et besøg.